# Христофоров, Владимир Георгиевич
Влади́мир Гео́ргиевич Христофо́ров (24 января 1941, Семипалатинск, СССР — 20 марта 2013, Вязьма, Смоленская область, Российская Федерация) — писатель, журналист, член Союза писателей России.

## Биография
Родился в 1941 году в Семипалатинске, в семье служащего. Впоследствии написал повесть «Черная дыра» между КГБ и ГРУ" о произошедшем в Семипалатинске взрыве ядерного оружия на полигоне в 300 км от города. С 1958 года работал в различных газетах Казахстана, учился в Карагандинском педагогическом институте. В период с 1967 по 1980 года в качестве журналиста работал на Чукотке в газете «Советская Чукотка», а также плавал на ледоходах, работал оленеводом, охотоведом. С тех пор тема Севера — одна из главных в творчестве писателя. В 1976 году стал лауреатом премии Магаданского комсомола в области литературы за книгу «Лагуна Предательская». Член Союза писателей СССР с 17 декабря 1979 года. В 1983 году окончил Высшие литературные курсы. С 1991 по 1995 года работал собкором еженедельника «Литературная Россия». Печатался также под псевдонимом Дм. Лоскутов. С 1999 года — специальный корреспондент «Медицинской газеты». С 1998 года — соучредитель журнала «Земля и мы».
Последняя литературная награда писателя — победа в конкурсе «Честь имею» за очерк «Советские писатели: Вяземский котёл» о трагедии московских ополченцев, профессиональных литераторов Союза писателей, попавших в октябре 1941 года в окружение под Вязьмой. В основу очерка были положены документы 22-го стрелкового полка 8-й Краснопресненской дивизии народного ополчения из сейфа, найденного братьями-поисковиками Акимовыми 20 октября 1994 года в болоте недалеко от Вязьмы. Владимир Георгиевич был в числе тех, кто 19 лет расшифровывал размытые тексты.
В своих произведениях Владимир Христофоров пытался осмыслить проблему взаимосвязи различных культур и поколений, воспроизвести колоритный мир северной земли, показать разнообразные типы её жителей. Произведения прозаика прочно вошли в сокровищницу литературы Колымского региона, они ценны актуальностью проблематики и своеобразием поэтической формы. Произведения Владимира Христофорова переведены на 18 языков.
Умер Владимир Христофоров 20 марта 2013 г. от сердечного приступа в Вязьме, за письменным столом. На его дачном домике в г. Вязьма установлена мемориальная доска.

## Произведения
- Старый кунгас : рассказ // На Севере Дальнем : литературно-художественный альманах. — 1975. — № 2. — С. 22-39
- Лагуна Предательская : рассказы и повесть. — Магадан : Магад. кн. изд-во, 1976. — 191 с. — Содержание: Лагуна Предательская ; Старый Кунгас ; Жальчинка ; Дача под Евпаторией ; Так просто : рассказы ; Повесть о детстве : повесть
- Невеста для отшельника : рассказ. — На Севере Дальнем : литературно-художественный альманах. — 1978. — № 2. — С. 31-48
- Деньги за путину : повесть. — Москва : Современник, 1979. — 302, [1] с. — (Наш день)
- Невеста для отшельника : повесть и рассказы. — Магадан : Магад. кн. изд-во, 1979. — 188, [2] с. — Содержание: Невеста для отшельника ; Пленник стойбища Оемпак ; Водоем ; Лакированная туфелька ; Бухта Сомнительная : рассказы ; Мальчик из дома напротив : повесть.
- Бабушкина похлебка : рассказ. — Дальний Восток. — 1981. — № 4. — С. 8-22
- Пленник стойбища Оемпак : повесть и рассказы. — Владивосток : Дальневост. кн. изд-во, 1981. — 343, [1] с. — Мальчик из дома напротив : повесть в рассказах ; Отец ; Тетя Даша ; Тома ; Ксения Ивановна ; Бабушка ; Дядя Петя ; Тетя Лида ; Дима ; Лакированная туфелька ; Невеста для отшельника ; Пленник стойбища Оемпак ; Трагедия Антона Коржа ; Бухта Сомнительная : рассказы
- Сезон осенних дождей : главы из повести // На Севере Дальнем : литературно-художественный альманах. — 1982. — № 2. — С. 52-76
- Штормовое предупреждение : очерк // На Севере Дальнем : литературно-художественный альманах. — 1984. — № 2. — С. 55-65
- Эскимосская головоломка : рассказ // На Севере Дальнем : литературно-художественный альманах. — 1986. — № 2. — С. 102—112
- Оленья тропа : док. повесть, очерки. — Москва : Современник, 1986. — 285, [2] с. — (Наш день). — Содержание: Оленья тропа ; Штормовое предупреждение ; Где-то южнее Залива Креста… ; Третья речка ; Ночью в тундре за белым оленем ; Женщины в стойбищах Оемпак ; Семь сюжетов острова Врангеля ; Друзей моих прекрасные черты…
- Посох удачи : [очерки о современных оленеводах Чукотки]. — Москва : Сов. Россия, 1987. — 92, [2] с. — (Писатель и время).
- Деньги за путину: повесть и рассказы. — Магадан : Магад. кн. изд-во, 1987. — 282, [3] с. — Содержание: Деньги за путину : повесть ; Лагуна Предательская ; Пленник стойбища Оемпак ; Невеста для Отшельника
- Испытание : [о генеральном директоре Ивановского станкостроительного объединения Герое Социалистического Труда В. П. Кабаидзе]. — Москва : Политиздат, 1988. — 140, [2] с.
- Испытание : [о Герое Социалистического Труда генеральном директоре Ивановского станкостроительного объединения В. П. Кабаидзе]. — Москва : Прогресс, 1989. — 2000, [2] с.
- Остолбление : главы из романа // На Севере Дальнем : литературно-художественный альманах. — 1991. — № 2. — С. 19-67
- Мистика Севера. Неизвестные страницы истории Чукотки и Колымы : художественно-документальный роман. — Москва : Мезосознание, 2002. — 324 с.
- «Черная дыра» между КГБ и ГРУ : повесть.
- Ледяной саркофаг : фэнтези // Мир Севера : журнал. — 2002. — № 1. — С. 38-46
- Лагуна Предательская : рассказ // Антология литературы Крайнего Северо-Востока России : в 3 книгах. — Магадан, 2018. — Кн. 3. — С. 168—191

## Интересные ссылки
- В. Г. Христофоров. Испытание Севером (Архив 1981 г.)